# Puerta Bonita
La Puerta Bonita, cuyo antiguo nombre era el de Puerta de Madrid, era uno de los cuatro accesos que tenía la posesión real de la Finca de Vista Alegre en Madrid, también conocida como Finca de Salamanca. Debido a las parcelaciones para la edificación quedó aislada de la finca.
La Puerta Bonita se encuentra en la confluencia de la calle de Manuel Lamela con la calle General Ricardos, y da nombre a este barrio del distrito de Carabanchel.
Fue realizada en el siglo XIX por la fundición inglesa R.W. Kennael & Cº & Falkirk, y todo aquel que la veía quedaba absolutamente maravillado.
La Puerta Bonita desapareció en la década de los ochenta por un accidente de tráfico de una grúa que allí trabajaba. Dos décadas después se abordó su reconstrucción a partir de unos antiguos planos encontrados de la cancela y la cerrajería. Asimismo fueron restaurados los dos pequeños pabellones adyacentes. En junio de 2005 se produjo la inauguración.